# Cristian Diaconescu
Cristian Diaconescu (n. 2 iulie 1959, București, România) este un politician român și diplomat român, de formație jurist.
A fost vicepreședinte al Senatului României, a fost ministru al justiției în guvernul Adrian Năstase (10 martie–28 decembrie 2004) și ministru de externe în guvernul Emil Boc (1) (2008–2009), din partea PSD. În data de 24 ianuarie 2012 a fost numit ministru de externe în guvernul Emil Boc (2), de această dată din partea UNPR. A fost ministru de externe în guvernul Mihai Răzvan Ungureanu.
Cristian Diaconescu a devenit consilier al președintelui Traian Băsescu, din mai 2012, funcție deținută până la 30 aprilie 2014.

## Educație
Cristian Diaconescu a absolvit Liceul de matematică-fizică nr. 3 din București în 1978, iar apoi, după efectuarea stagiului militar obligatoriu în acea perioadă, a urmat cursurile Facultății de Drept din cadrul Universității din București, pe care a absolvit-o în 1983. În perioada 2004 - 2007 și-a pregătit teza de doctorat, iar în 2007 obținut titlul de doctor în Drept Comercial Internațional la Academia de Studii Economice din București.
În timpul carierei diplomatice, Cristian Diaconescu a urcat ierarhic prin toate funcțiile în urma examenelor susținute la Ministerul de Externe, culminând cu obținerea gradului de ambasador în 2002, prin decret prezidențial.

## Începuturile carierei
A intrat în Partidul Comunist Român în anul 1982. A absolvit, în 1983, Universitatea din București, Facultatea de Drept. În același an a fost numit judecător la Judecătoria Sectorului Agricol Ilfov; în perioada 1984 - 1990 a fost judecător la Judecătoria Sectorului 4 din București. În anul 2007, Cristian Diaconescu și-a dat doctoratul în dreptul comerțului internațional la Academia de Studii Economice.
Când funcționa la Judecătoria Sectorului 4, din Capitală, Diaconescu era „permanent preocupat de pregătirea politică și profesională, fiind cursant al Universității de Marxism din cadrul Cabinetului Municipal de Partid”, acest lucru fiind menționat în fișa de apreciere aferentă anului 1988, cu un an înaintea Revoluției.

## Carieră profesională
În perioada 1990 - 2000 a deținut numeroase funcții de răspundere în cadrul Ministerului Afacerilor Externe printre care: diplomat în Delegația Permanentă, ulterior Misiunea Permanentă a României la OSCE; coordonator al secției de cooperare în domeniul politico-militar al OSCE din MAE; diplomat în Misiunea Permanentă a României pe lângă Organizațiile Internaționale de la Viena, adjunct al șefului misiunii pentru domeniile politico-militar și de securitate ale OSCE; director al Direcției OSCE și de Cooperare cu Structurile Subregionale din Ministerul Afacerilor Externe; director general al Direcției Generale Juridice și Consulare din Ministerul Afacerilor Externe; șef de delegație la reuniunile privind Dimensiunea Umană a OSCE, Comisia privind Drepturile Omului la Geneva și Comisia Dunării. În anul 2000, luând în considerare experiența sa în negocierile internaționale, Ministerul Afacerilor Externe i-a încredințat o importantă misiune internațională, numindu-l Secretar general adjunct al Organizației pentru Cooperare Economică la Marea Neagră (OCEMN) și ambasador en pied în această organizație.
Anul 2001 a marcat pentru Cristian Diaconescu începutul carierei politice prin numirea sa ca Secretar de Stat pentru Afaceri Bilaterale în cadrul Ministerul Afacerilor Externe. Această funcție a fost îndeplinită în paralel cu funcția de negociator șef pentru Tratatul privind regimul frontierei de stat româno-ucrainene, pentru Tratatul Politic de bază între România și Federația Rusă, pentru Legea maghiarilor din statele vecine Ungariei pentru tratatele și acordurile bilaterale privind regimul frontierelor, protecția minorităților și readmisia, precum și în domeniul măsurilor de creștere a încrederii și securității în Europa. Începutul anului 2004, an hotărâtor pentru procesul de aderare a României la Uniunea Europeană, i-a adus numirea ca Ministru al Justiție.
În paralel cu cariera profesională, Cristian Diaconescu a desfășurat și o activitate didactică și științifică ca membru fondator în Fundația Colegiului Național de Apărare, membru asociat al Jamestown Foundation, secretar științific al Asociației de Drept Internațional și Relații Internaționale, profesor în cadrul Colegiului Național de Apărare și în cadrul Institutului de Drept și Relații Internaționale unde a susținut cursuri privind tematica securității și cooperării europene și euro-atlantice. În anul 2007 Cristian Diaconescu a obținut titlul de doctor în drept.
Începând cu anul 2002, Cristian Diaconescu a fost membru PSD, apoi alături de alți parlamentari social-democrați formațiunea pentru a fonda UNPR, fiind ales la înființarea acestuia Președinte de onoare și anunțat drept candidat la președinția României.

## Cariera politică
Cristian Diaconescu a fost ministru în guvernele: Adrian Năstase (martie 2004 - decembrie 2004), Emil Boc (1) (decembrie 2008 -octombrie 2009) și Mihai Răzvan Ungureanu (martie 2012-mai 2012).

### Ministru al justiției
În martie 2004 a fost numit ministru al justiției cu misiunea de a negocia și închide capitolul 24, Justiție și Afaceri Interne, în cadrul procesului de aderare a României la Uniunea Europeană. În noiembrie 2004 Cristian Diaconescu a raportat Guvernului României închiderea acestui capitol facilitând astfel finalizarea procesului de integrare în Uniunea Europeană.
În Senatul României, Cristian Diaconescu a deținut funcțiile de vicepreședinte al Comisiei Drepturilor Omului și Președinte al Comisiei de Apărare, Ordine Publică și Siguranță Națională din Senat și Vicepreședinte al Senatului.

### Candidatura la alegerile locale din 2008
La alegerile locale din aprilie 2008 a fost candidatul PSD-ului la funcția de primar general al Bucureștiului. S-a clasat pe locul al treilea în primul tur de scrutin, cu 12,33% din voturi. A fost devansat de Sorin Oprescu (30,12%), cel care a fost ales primar în turul al doilea, și de Vasile Blaga (29,56%).

### Ministru de externe
În decembrie 2008, în urma alegerilor legislative la care a obținut un mandat de senator de București din partea PSD; timp de un an a îndeplinit funcția de ministru de externe în primul guvern condus de Emil Boc.În toamna lui 2009, a demisionat din guvern, împreună cu toți miniștri PSD, ca reacție la demiterea ministrului de interne Dan Nica.

### Fondarea UNPR și activitatea în cadrul acestuia
Cristian Diaconescu s-a alăturat fostului său coleg de partid Gabriel Oprea, care demisionase cu un an înainte, în grupul parlamentar independent fondat de acesta. El s-a alăturat apoi eforturilor lui Oprea de a înființa o nouă formațiune politică de stânga, formațiune denumită Uniunea Națională pentru Progresul României; la primul congres ala acesteia, din 30 aprilie 2010, Diaconescu a fost ales președinte de onoare al noii formațiuni.
Începând cu luna februarie 2011, Cristian Diaconescu este unul dintre cei patru vicepreședinți ai Senatului României. După un an, în ianuarie 2012, Diaconescu a fost numit ministru de externe în guvernul Emil Boc și apoi (după demisia guvernului Boc) a fost desemnat să continue această activitate și în guvernul condus de Mihai Răzvan Ungureanu.

### Șef al Cancelariei Prezidențiale
La 29 mai 2012, demisionează din funcția de senator în urma numirii sale în calitatea de șef al Cancelariei Prezidențiale în mandatul președintelui Traian Băsescu.  La 30 august 2012, după reinstalarea președintelui Traian Băsescu ca șef al statului, Cristian Diaconescu revine în funcția de șef al Cancelariei Prezidențiale.

### Fondarea Fundației Mișcarea Populară și activitatea în cadrul acesteia
Cristian Diaconescu a fost unul dintre inițiatorii fundației Mișcarea Populară, fundație susținută și de Traian Băsescu. A făcut parte din echipa de conducere a organizației, în calitate de membru-fondator.
Pe 7 iunie 2014, la Congresul Extraordinar al Partidului, Cristian Diaconescu este numit candidatul partidului PMP la alegerile prezidențiale din noiembrie 2014. Cristian Diaconescu acceptă candidatura iar pe 11 iunie a fost ales președinte al Fundației Mișcarea Populară..
Pe 7 martie 2021 a fost ales președinte al PMP, după demisia lui Eugen Tomac în urma eșecului PMP la alegerile parlamentare și după interimatul lui Marius Pașcan. Astfel a fost nominalizat și candidat al partidului la alegerile prezidențiale din 2024. A avut acest statut doar pentru scurt timp, deoarece în 2022 mai mulți lideri de filiale ale partidului l-au acuzat de inacțiune în fața campaniei de racolări a aleșilor locali desfășurată de PSD și PNL. După ce 41 din cei 49 de astfel de lideri au votat pentru a convoca un congres extraordinar, Diaconescu a ținut o videoconferință la care a participat liderul Alianței pentru Unirea Românilor (AUR) George Simion, și în care se prezenta o propunere de colaborare parlamentară cu acest partid. Efectul acestei conferințe a fost contrar, congresul alegându-l cu o majoritate covârșitoare pe Tomac înapoi la conducerea partidului.

### Politician independent
Valul de indignare produs de propunerea de colaborare cu partidul extremist AUR a făcut ca Diaconescu să fie exclus din PMP la doar două luni după congresul extraordinar care l-a înlocuit de la șefia partidului. El a continuat însă lupta cu PMP în justiție, cerând ca rezultatele congresului extraordinar să nu fie validate. Justiția s-a pronunțat definitiv abia în aprilie 2024, când tergiversările riscau să blocheze funcționarea PMP la alegerile europarlamentare din acel an.
Rămas fără susținerea partidului, el a reușit totuși să strângă semnăturile pentru a candida ca independent la alegerile prezidențiale din 2024.